# アレクサンダー・ピアース
アレクサンダー・ピアース(Alexander Pierce)は、マーベル・コミックに登場する架空のキャラクター。『MCU』では国際平和維持組織S.H.I.E.L.D.の理事である。

## 作品内での経歴
原作ではニック・フューリーの右腕的なキャラクターでどんな事があっても彼についていく。原作ではヴィランではない。

## MCU版
MCUでは、ロバート・レッドフォードが演じる。日本語吹替は田中秀幸が担当。

### キャラクター像
“S.H.I.E.L.D.”理事にして世界安全保障委員会にもパイプ役として籍を置く高官。ニック・フューリーとは古い同志でもあり、彼をS.H.I.E.L.D.長官に推薦し、就任させた。
血縁者に第101空挺師団に属していた父親と、娘や姪がいると明言しており、自身の邸宅に頭部のみの大仏像を飾っている。他者との対話の中で時折冗談を織り交ぜる大物ぶりとノーベル平和賞受賞を辞退した過去を有し、「平和は功績ではなく責任である」・「世界の改革のためには、古い体制を壊す必要がある」を持論とする現実家である。
しかし裏では、水面下で再興されていた秘密結社“ヒドラ”の中心格の一人でもあり、「綺麗事を述べて批判する者は無性に腹が立つ」と豪語し、邪魔者となると判断したフューリーやスティーブ・ロジャース/キャプテン・アメリカへ刺客を放って襲わせ、両者をテロリストに仕立て上げたり、自ら裏で操っていたバッキー・バーンズ/ウィンター・ソルジャーの洗脳に暴力を振るい、放電装置内蔵の“生体認証バッジ”を役員たちに身に付けさせるなど、抜け目がなく目的のためには手段を厭わない残忍な人物である。

### 描写
『キャプテン・アメリカ/ウィンター・ソルジャー』
本作でMCU初登場。
将来的に世界の脅威となる者をスパイ衛星によって捉え、3基の“新型ヘリキャリア”によって先制攻撃する“インサイト計画”を主導していた。フューリーからその計画の延期を申請されると、承諾したように見せかけて、後にウィンター・ソルジャーらに彼を襲撃させ、後日自分に情報を話さなかったスティーブの拘束を一方的に指示する。
スティーブたちが“キャンプ・リーハイ”を後にすると、再びウィンター・ソルジャーらにスティーブたちの抹殺を指示。インサイト計画実行時には、その正体と計画をスティーブのスピーチで暴露され、招いた役員たちをも敵に回してしまい、ナターシャ・ロマノフ/ブラック・ウィドウとフューリーによってS.H.I.E.L.D.とヒドラの内部機密を世界中に公開された。不意をついて役員たちを手にかけ、ナターシャを人質にとり、そのまま逃走を測るも、彼女の捨て身の行動に怯んだ隙にフューリーに撃ち倒され、「ヒドラ万歳」と呟いて死亡する。
『アベンジャーズ/エンドゲーム』
トニー・スターク/アイアンマン、スティーブ、ブルース・バナー/スマート・ハルク、スコット・ラング/アントマンがタイムトラベルした、2012年の“ニューヨーク決戦”後の時代に登場。決戦の事後処理のために、戦地の中心となった“スターク・タワー”に自ら部下たちを率いて赴き、アベンジャーズが捕縛・回収したロキと“テッセラクト”の処遇を巡って、当時のトニーやソーと軽く揉める。

### 余談
レッドフォードがキャスティングされたのは、彼が過去に多く出演していた『コンドル』をはじめとする1970年代のスリラーのオマージュであり、ヒーローコミックの実写映画制作に携わってみたいというレッドフォード本人の希望もあって実現した。

## 他のメディア

### テレビ
アレクサンダー・ピアースは1998年の特撮テレビ映画『Nick Fury: Agent of S.H.I.E.L.D. 』に登場している。演じているのはニール・ロバーツ。